# Цюприки
Цю́прики (бел. Цюпрыкі) — деревня в Брестском районе Брестской области Белоруссии. Входит в состав Лыщицкого сельсовета.

## География
Деревня расположена в 6,5 км к северо-востоку от центра сельсовета и в 27,5 км по автодорогам к северу от центра Бреста, к юго-западу от деревни Рудавец и к северу от агрогородка Остромечево.

## История
В 1905 году деревня в составе Ратайчицкой волости Брестского уезда Гродненской губернии.
После Рижского мирного договора 1921 года — в составе гмины Ратаичицы Брестского повята Полесского воеводства Польши, 14 дворов.
С 1939 года — в составе БССР.